# David Feinstein
David Feinstein (1947) è un chitarrista statunitense.

## Biografia
Nel 1967 si unisce agli Elf, band formata dal cugino Ronnie James Dio, dal quale ne esce dopo l'incisione del primo album Elf nel 1972. Dopo un periodo di inattività nel 1980  fonda il progetto The Rods con cui inciderà sei album in studio ed un live.
Dopo lo scioglimento del gruppo, presta la sua opera di chitarrista in progetti trascurabili e, nel 1990, incide un album insieme al suo vecchio amico Garry Bardonaro con il nome di A'la Rock.
Passano dieci anni e nel 2000 riprende l'attività con lo pseudonimo Feinstein incidendo 2 album. Nel 2008 incide un nuovo album con la formazione originale dei Rods.

## Discografia parziale

### Solista

#### Album in studio
- 2000 – One Night in the Jungle (come David Rock Feinstein)
- 2010 – Bitten by the Beast (come David Rock Feinstein)
- 2013 – Clash of Armor (come David Rock Feinstein)

#### Singoli
- 1978 - Midnight Lady (come Dave Finstein)
- 2010 - Metal Will Never Die (come David Feinstein)

### Con i Feinstein

#### Album in studio
- 2003 - Third Wish

### Con gli ELF

#### Album in studio
- 1972 - Elf

### Con The Rods

#### Album in studio
- 1980 - Rock Hard
- 1981 - The Rods
- 1982 - Wild Dogs
- 1983 - In the Raw
- 1983 - Live
- 1984 - Let Them Eat Metal
- 1986 - Heavier Then Thou
- 2008 - Vengeance
- 2015 - Hollywood

### Con gli A'La Rock

#### Album in studio
- 1990 - Indulge